# Friedrich Oskar Brauer
Friedrich Oskar Brauer (* November 1834 in Mühlau (Sachsen); † 17. April 1912 in Buchholz (Sachsen)) war ein deutscher Unternehmer. Er war der Begründer der erzgebirgischen Prägeindustrie für Pappen- und Papierwaren, durch die bis zum Ersten Weltkrieg etwa 1500 Arbeiter einen Erwerb fanden.

## Leben und Wirken
Er war der Sohn eines Strumpfwirkers, wuchs bei Adoptiveltern in einem Pfarrerhaushalt auf und ließ sich 1851 in Buchholz als armer Buchbindergeselle nieder. Ab 1861 stellte er in Handfabrikation Sargverzierungen aus Pappe her. Daraus entwickelte sich eine im In- und Ausland bekannte Fabrik, in der etwa 300 Arbeiter beschäftigt waren. Dadurch sorgte er dafür, dass sich Buchholz zur Metropole der Papp-Prägeindustrie entwickelte. Für seine Verdienste als Unternehmer und die Errichtung mehrerer Stiftungen wurde Brauer 1891 zum Königlich Sächsischen Kommerzienrat und später zum Ehrenstadtrat und Ehrenbürger von Buchholz ernannt. 
1886 wurde er als einer von zwei weltlichen Abgeordneten für die evangelisch-lutherische Landessynode gewählt.
Zur Erinnerung an das 50-jährige Jubiläum der Prägeindustrie wurde ihm am 1. September 1911 in Buchholz ein Denkmal errichtet. König Friedrich August von Sachsen zeichnete seine Verdienste um das Erwerbsleben des Erzgebirges durch Verleihung des Ritterkreuzes I. Klasse vom Albrechtsorden mit der Krone aus.